# George Smith (muzyk)
George „Harmonica” Smith (ur. 22 kwietnia 1924 w Helenie, zm. 2 października 1983 w Los Angeles) – amerykański bluesman specjalizujący się w grze na harmonijce chromatycznej.

## Dyskografia
- Tribute to Little Walter (World Pacific, 1968)
- No Time to Jive (Columbia, 1970)
- Arkansas Trap (Deram, 1971)
- George Smith of the Blues (BluesWay, 1973)
- Teardrops Are Falling (Electro-Fi Records, 2011)

źródło: